# Clematis cylindrica
Espèce
Classification phylogénétique
Clematis cylindrica est une espèce de plante grimpante de la famille des Ranunculaceae originaire d'Amérique du Nord.

## Description
- Les rameaux dichotomes, rougeâtres, cannelés, portant des feuilles à cinq ou sept folioles ovale ou oblongues, aiguës ou obtuses, entières ou parfois incisées, épaisses, vert foncé, glabres sur les deux faces ou parfois un peu velues en dessous ; pétioles grêles, allongés et contournés au sommet.
- Fleurs plus grandes que la Clematis crispa, solitaires, terminales, penchées, à quatre sépales campanulés, connivents en tube jusqu'au delà du milieu, deltoïdes, puis étalés, aiguës mais non recurvés au sommet, de 3 à 6 centimètres de long, d'un bleu presque pur, glabres en dedans et duveteux en dehors, surtout sur les bords ; pédoncules forts, dressés, pourvus au milieu de feuilles réduites ou bractées ovales et pétiolées, étamines à filets aplatis, poilus au sommet ainsi que les anthères. Akène inconnus en culture[1].

## Origine
Cette plante est originaire de l'Amérique du Nord et existe depuis 1802 dans les jardins, mais elle y est fort peu répandue.

## Synonymes
Certains botanistes ont illustré et décrit cette variété sous le nom de Clematis bergeroni, une plante d'origine obscure, à fleurs rose violacé, se rapprochant beaucoup de celle-ci.